# Natação nos Jogos Europeus de 2015 - Revezamento 4x100 m livre misto
A competição do revezamento 4x100 metros livre misto foi um dos eventos da natação nos Jogos Europeus de 2015, em Baku, no Azerbaijão. Foi disputada no Centro Aquático de Baku no dia 24 de junho.

## Calendário
Horário de verão do Azerbaijão (UTC+5).
| Data        | Horário | Fase         |
| ----------- | ------- | ------------ |
| 24 de junho | 11:05   | Eliminatória |
| 24 de junho | 19:52   | Final        |

## Medalhistas
|  | RUS Rússia |  | GBR Grã-Bretanha |  | GER Alemanha                                                                       |
|  | Vladislav Kozlov Elisei Stepanov Maria Kameneva Arina Openysheva Igor Shadrin* Aleksei Brianskiy* Vasilissa Buinaia* Olesia Cherniatina* |  | Duncan Scott Martyn Walton Darcy Deakin Georgia Coates Cameron Kurle* Madeleine Crompton* Daniel Speers* Hannah Featherstone* |  | Alexander Lohmar Leonie Kullmann Katrin Gottwald Konstantin Walter Hana van Loock* |

*Atletas que competiram apenas nas eliminatórias e receberam medalhas

## Recordes
Antes desta competição, os recordes mundiais e dos jogos europeus dessa prova eram os seguintes:
| Tipo                       | Atleta           | Tempo   | Local | Data                   |
| -------------------------- | ---------------- | ------- | ----- | ---------------------- |
|                            | Austrália        | 3:23.29 | Perth | 1 de fevereiro de 2014 |
| Recorde dos Jogos Europeus | Não estabelecido | –       |       |                        |

Os seguintes recordes mundiais ou dos jogos europeus foram estabelecidos durante esta competição:
| Data        | Evento | Nacionalidade | Tempo   | Notas                      |
| ----------- | ------ | ------------- | ------- | -------------------------- |
| 24 de junho | Final  | Rússia        | 3:30.30 | Recorde dos Jogos Europeus |

## Resultados

### Eliminatórias
A eliminatória foi realizada no dia 24 de junho. 
| Pos. | Bateria | Raia | Nacionalidade    | Nadadores                                                                                             | Tempo   | Notas |
| ---- | ------- | ---- | ---------------- | --- | ------- | ----- |
| 1    | 2       | 7    | GER Alemanha     | Alexander Lohmar (51.03) Katrin Gottwald (56.33) Hana van Loock (56.71) Konstantin Walter (52.01)     | 3:36.08 | Q,    |
| 2    | 1       | 5    | RUS Rússia       | Igor Shadrin (51.00) Aleksei Brianskiy (50.57) Vasilissa Buinaia (57.20) Olesia Cherniatina (57.59)   | 3:36.36 | Q     |
| 3    | 2       | 5    | ITA Itália       | Manuel Frigo (51.34) Alessio Proietti Colonna (50.26) Ilaria Cusinato (57.76) Camilla Tinelli (58.52) | 3:37.88 | Q     |
| 4    | 1       | 7    | GBR Grã-Bretanha | Cameron Kurle (51.64) Madeleine Crompton (58.61) Daniel Speers (51.82) Hannah Featherstone (56.59)    | 3:38.66 | Q     |
| 5    | 2       | 3    | FRA França       | Guillaume Garzotto (51.42) Maxime Cadiat (50.98) Pauline Mahieu (57.63) Léa Marchal (59.20)           | 3:39.23 | Q     |
| 6    | 1       | 3    | POL Polônia      | Michał Brzuś (51.64) Magdalena Roman (58.31) Adrianna Niewiadomska (58.79) Michał Chudy (50.79)       | 3:39.53 | Q     |
| 7    | 1       | 6    | EST Estônia      | Daniel Zaitsev (50.71) Cevin Siim (51.75) Margaret Markvardt (58.92) Kertu Ly Alnek (58.45)           | 3:39.83 | Q     |
| 8    | 1       | 1    | TUR Turquia      | Erge Gezmis (51.68) Kaan Özcan (52.47) Sezin Eligül (57.70) Zeynep Odabaşı (58.85)                    | 3:40.70 | Q     |
| 9    | 1       | 4    | AUT Áustria      | Filip Milcevic (52.19) Lena Opatril (58.66) Caroline Hechenbichler (59.24) Robin Grünberger (51.09)   | 3:41.18 |       |
| 10   | 2       | 2    | UKR Ucrânia      | Ivan Denysenko (52.34) Valeriia Timchenko (59.54) Margaryta Bokan (59.98) Viacheslav Ohnov (51.02)    | 3:42.88 |       |
| 11   | 2       | 4    | SUI Suíça        | Manuel Leuthard (52.10) Olivier Petignat (52.44) Zoe Preisig (58.31) Rebecca Peto (1:00.73)           | 3:43.58 |       |
| 12   | 2       | 6    | HUN Hungria      | Oszkár Lavotha (52.49) Janka Juhász (1:00.18) Zsófia Leitner (1:00.64) Ármin Reményi (50.94)          | 3:44.25 |       |
| 13   | 2       | 1    | AZE Azerbaijão   | Dorian Fazekas (54.07) Alsu Bayramova (1:02.80) Anna Manchenkova (1:04.16) Ivan Andrianov (52.36)     | 3:53.39 |       |
| 14   | 2       | 2    | GRE Grécia       | | DNS     |       |

### Final
A final foi realizada no dia 24 de junho.
| Pos.              | Raia | Nacionalidade    | Nadadores                                                                                          | Tempo   | Notas                      |
| ----------------- | ---- | ---------------- | -------------------------------------------------------------------------------------------------- | ------- | -------------------------- |
| Medalha de ouro   | 5    | RUS Rússia       | Vladislav Kozlov (50.07) Elisei Stepanov (50.25) Maria Kameneva (55.07) Arina Openysheva (54.91)   | 3:30.30 | Recorde dos Jogos Europeus |
| Medalha de prata  | 6    | GBR Grã-Bretanha | Duncan Scott (49.59) Martyn Walton (50.37) Darcy Deakin (56.51) Georgia Coates (56.18)             | 3:32.65 |                            |
| Medalha de bronze | 4    | GER Alemanha     | Alexander Lohmar (51.23) Leonie Kullmann (56.39) Katrin Gottwald (55.77) Konstantin Walter (50.35) | 3:33.74 |                            |
| 4                 | 3    | ITA Itália       | Alessandro Bori (50.77) Alessandro Miressi (49.62) Camilla Tinelli (57.92) Ilaria Cusinato (57.33) | 3:35.64 |                            |
| 5                 | 2    | FRA França       | Guillaume Garzotto (51.43) Maxime Cadiat (50.34) Pauline Mahieu (57.34) Léa Marchal (58.48)        | 3:37.59 |                            |
| 6                 | 1    | EST Estônia      | Daniel Zaitsev (50.80) Cevin Siim (51.23) Margaret Markvardt (58.55) Kertu Ly Alnek (57.74)        | 3:38.32 |                            |
| 7                 | 8    | TUR Turquia      | Erge Gezmis (51.49) Kaan Özcan (51.67) Sezin Eligül (57.23) Zeynep Odabaşı (58.35)                 | 3:38.74 |                            |
| 8                 | 7    | POL Polônia      | Michał Brzuś (51.58) Magdalena Roman (57.58) Adrianna Niewiadomska (58.27) Paweł Sendyk            | DSQ     |                            |

Legenda
| Recorde mundial            | Recorde mundial (World record)                     |                       | Recorde africano                      | Recorde africano (African) |                                           | Q | Classificado por posição (Qualified) |
| Recorde dos Jogos Europeus | Recorde dos Jogos Europeus (European Games record) | Recorde da América    | Recorde da América (Americas)         | q                          | Classificado por melhor tempo (Qualified) |   |                                      |
| Melhor marca do ano        | Melhor marca do ano (World leading)                | Recorde asiático      | Recorde asiático (Asian)              | DNS                        | Não largou (Did not start)                |   |                                      |
| Recorde nacional           | Recorde nacional (National record)                 | Recorde europeu       | Recorde europeu (European)            | DNF                        | Não terminou (Did not finish)             |   |                                      |
| Recorde pessoal            | Recorde pessoal do atleta (Personal best)          | Recorde da Oceania    | Recorde da Oceania (Oceania)          | DSQ / DQ                   | Desclassificado (Disqualified)            |   |                                      |
| Recorde da temporada       | Recorde da temporada do atleta (Season best)       | Recorde sul-americano | Recorde sul-americano (South America) | NM                         | Sem marca (No mark)                       |   |                                      |